# Авиационные происшествия с Sud Aviation Caravelle

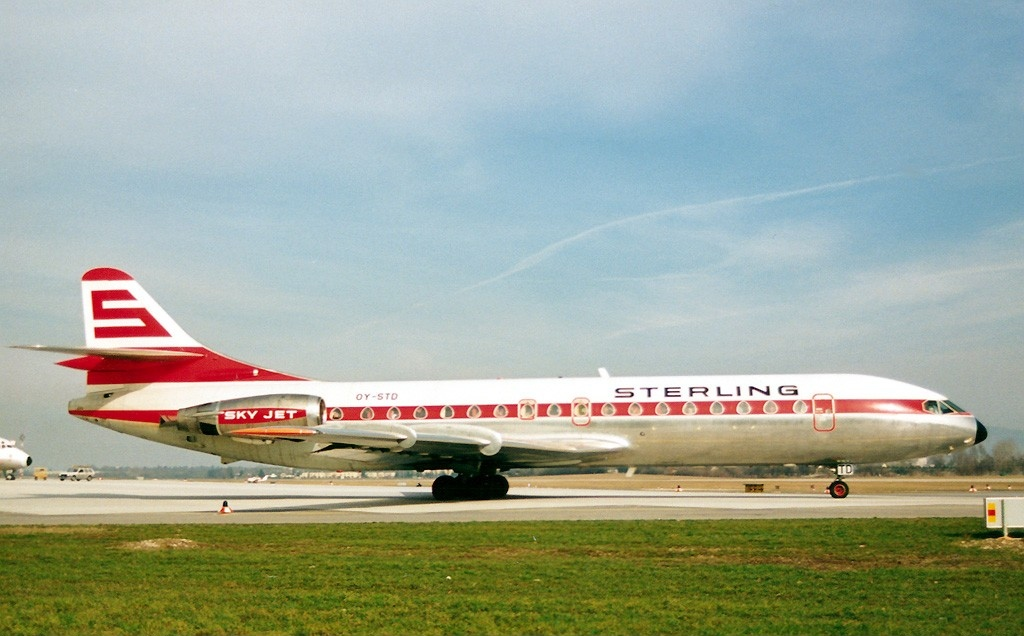
Sud Aviation SE-210 Caravelle 10B3 авиакомпании Sterling Airways, идентичный разбившемуся под Кальбой

Список авиационных аварий и катастроф, произошедших с самолётами Sud Aviation Caravelle с учётом всех модификаций.
По данным сайта Aviation Safety Network, по состоянию на 30 января 2020 года в общей сложности в результате катастроф и серьёзных аварий были потеряны 64 самолёта SE-210 Caravelle. SE-210 Caravelle пытались угнать 15 раз, при этом погибли 3 человека. Всего в этих происшествиях погибли 1304 человека.

## Список
| Дата       | Бортовой номер | Место аварии       | Жертвы   | Краткое описание |
| ---------- | -------------- | ------------------ | -------- | --- |
| 19.01.1960 | OY-KRB         | Анкара             | 42/42    | Разбился при заходе на посадку из-за непреднамеренного снижения ниже разрешённой минимальной высоты полёта. |
| 19.05.1960 | F-BJTB         | Париж              | 1+1/39   | Во время снижения перед посадкой столкнулся с легкомоторным самолётом, после чего смог благополучно приземлиться. Погиб 1 пассажир SE-210 и пилот легкомоторного самолёта. SE-210 получил повреждения фюзеляжа, но был отремонтирован. |
| 12.09.1961 | F-BJTB         | Рабат              | 77/77    | Разбился при заходе на посадку в тумане. Среди возможных причин катастрофы — ошибка чтения показаний альтиметра. |
| 27.09.1961 | PP-VJD         | Бразилиа           | 0/71     | Загорелся после жёсткой посадки. |
| 25.04.1962 | HB-ICT         | Цюрих              | 0/72     | Возвратился в аэропорт из-за проблем с шасси. Совершил аварийную посадку, был отремонтирован. |
| 03.07.1963 | LV-HGY         | Кордоба            | 0/70     | При посадке задел деревья, рухнул и загорелся. |
| 04.09.1963 | HB-ICV         | Дюрренеш           | 80/80    | Пожар на борту. Во время взлёта из-за перегрева произошло разрушение левого внутреннего колеса стойки шасси, вытекшая из гидросистемы жидкость воспламенилась, горящее шасси после взлёта было убрано внутрь. Пожар привёл к разрыву топливопроводов, а затем и линий основной гидросистемы, пока не нарушил структурную целостность лайнера и не лишил его управления. |
| 06.09.1963 | PP-PDU         | Гамела             | 0/н.д.   | Совершил резкий манёвр, избежав столкновения с другим самолётом. После осмотра было обнаружено, что самолёт получил серьёзные повреждения. Списан. |
| 17.04.1964 | OD-AEM         | Эш-Шаркия          | 49/49    | Разбился при заходе на посадку по неустановленной причине. |
| 15.01.1966 | VT-DPP         | Дели               | 2/80     | В тумане приземлился раньше взлётно-посадочной полосы, столкнулся с препятствиями и загорелся. |
| 04.09.1966 | VT-DSB         | Мумбаи             | 4/4      | Тренировочный полёт. Врезался в холм во время отрабатывания экипажем захода на посадку с неисправным двигателем. |
| 30.06.1967 | HS-TGI         | Гонконг            | 24/80    | Из-за ошибок экипажа рухнул в море во время захода на посадку. |
| 04.11.1967 | EC-BDD         | Хейзлмир           | 37/37    | Продолжал снижение по неустановленной причине, пока не врезался в деревья и рухнул на пастбище. Следователи предполагали, что пилоты могли неверно истолковать высотомеры. В катастрофе погибла британская актриса и драматург Джун Торбёрн. |
| 21.01.1968 | HS-TGL         | Ратбури            | 6+0/н.д. | Столкнулся в воздухе с Beechcraft Queen Air во время фотосессии. Экипаж второго самолёта погиб, а SE-210 совершил благополучную посадку. Самолёт был отремонтирован. |
| 11.09.1968 | F-BOHB         | Ницца              | 95/95    | Предположительно, сбит ракетой. |
| 28.12.1968 | OD-AEE         | Бейрут             | 0/0      | Уничтожены в аэропорту вместе с 13 другими ливанскими самолётами. |
| 28.12.1968 | OD-AEF         | Бейрут             | 0/0      | Уничтожены в аэропорту вместе с 13 другими ливанскими самолётами. |
| 09.07.1969 | HS-TGK         | Бангкок            | 0/75     | Получил серьёзные повреждения при жёсткой посадке. |
| 26.07.1969 | 7T-VAK         | Хасси-Месауд       | 33/37    | Пожар на борту. |
| 02.08.1969 | I-DABF         | Марсель            | 0/45     | Выкатился за пределы ВПП в воду. |
| 09.09.1969 | F-BHRY         | Марсель            | 0/93     | Прерванный взлёт во время непогоды. Самолёт получил незначительные повреждения и был отремонтирован. |
| 08.10.1969 | PP-PDX         | Гавана             | 0/49     | Захвачен четырьмя угонщиками, требовавшими посадки в Гаване. Самолёт повреждений не получил. |
| 12.11.1969 | CC-CCO         | Антофагаста        | 0/62     | Захвачен двумя подростками. Совершил посадку в Антофагасте для дозаправки, где угонщики были нейтрализованы экипажем, после чего вернулся в Сантьяго. |
| 01.01.1970 | PP-PDZ         | Гавана             | 0/33     | Захвачен 6 угонщиками и направлен в Гавану. Самолёт повреждений не получил. |
| 06.02.1970 | н.д.           | Сантьяго           | 1/47+    | Захвачен двумя вооружёнными угонщиками. Один из них был убит, второй арестован. Самолёт повреждений не получил. |
| 21.02.1970 | OE-LCU         | Франкфурт-на-Майне | 0/38     | Взрыв в багажном отсеке. Самолёт благополучно вернулся в аэропорт вылета. |
| 01.04.1970 | CN-CCV         | Беррешид           | 61/72    | Разбился при заходе на посадку. |
| 01.07.1970 | PP-PDX         | Рио-де-Жанейро     | 0/31     | Захвачен 4 угонщиками. Самолёт повреждений не получил. |
| 04.01.1971 | F-BNKI         | Париж              | 0/0      | Сгорел. |
| 22.01.1971 | XU-JTA         | Пномпень           | 0/0      | Повреждён повстанцами в аэропорту Пномпень. |
| 08.09.1971 | н.д.           | Бенгази            | 0/56     | Попытка захвата. Самолёт повреждений не получил. |
| 04.10.1971 | н.д.           | Амман              | 0/67     | Захвачен двумя угонщиками. Самолёт повреждений не получил. |
| 20.11.1971 | B-1852         | Пэнхуледао         | 25/25    | Взрыв на борту. |
| 07.01.1972 | EC-ATV         | Ивиса              | 104/104  | Врезался в гору из-за ошибок пилотов, которые не следили за приборами, а обсуждали с авиадиспетчером футбольный матч. |
| 19.02.1972 | н.д.           | Амман              | 0/37     | Попытка захвата. Самолёт повреждений не получил. |
| 11.03.1972 | н.д.           | Мюнхен             | 0/36     | Захвачен одним угонщиком. Самолёт повреждений не получил. |
| 14.03.1972 | OY-STL         | Кальба             | 112/112  | Врезался в гору из-за преждевременного снижения вследствие ошибки пилотов. |
| 20.11.1972 | YU-AJG         | Белград            | 0/н.д.   | Списан после жёсткой посадки. |
| 05.03.1973 | EC-BID         | Мадейра            | 3/3      | Упал в воду при заходе на посадку. |
| 01.06.1973 | EC-BID         | Мараньян           | 23/23    | Разбился при подходе к аэропорту Сан-Луис. |
| 03.07.1973 | VT-DPO         | Мумбаи             | 0/15     | Садился с слишком высокой скоростью. Передняя стойка шасси подломилась, самолёт сгорел. |
| 14.07.1973 | OY-SAN         | Стокгольм          | 0/н.д.   | Получил повреждения во время рулении. Списан. |
| 13.08.1973 | EC-BIC         | Ла-Корунья         | 1+85/85  | Разбился при заходе на посадку из-за ошибок экипажа. |
| 21.08.1973 | YV-C-AVI       | Баркисимето        | 0/н.д.   | При посадке задел ВПП крылом. Списан. |
| 11.09.1973 | YU-AHD         | Титоград           | 41/41    | Врезался в гору. |
| 23.09.1973 | 7T-VAI         | Алжир              | 0/н.д.   | Списан после инцидента при посадке. Подробности неизвестны. |
| 29.09.1973 | EC-BBR         | Мадрид             | 0/н.д.   | Сгорел в ангаре. |
| 05.11.1973 | EC-BIA         | Мадрид             | 0/н.д.   | Уничтожен после пожара. |
| 22.12.1973 | OO-SRD         | Танжер             | 106/106  | Разбился при заходе на посадку. Точная причина катастрофы не установлена. |
| 23.12.1973 | PP-PDV         | Манаус             | 0/58     | Выкатился за пределы ВПП. |
| 25.01.1974 | OY-KRA         | Стокгольм          | 0/н.д.   | В стоящий самолёт врезался грузовик. |
| 15.03.1974 | OY-STK         | Тегеран            | 15/96    | При посадке надломилась правая стойка шасси. Самолёт частично сгорел. |
| 22.03.1974 | F-BSRY         | Бастия             | 0/н.д.   | Взрыв бомбы. |
| 22.06.1974 | PH-TRH         | Амстердам          | 0/н.д.   | Во время руления задел крылом перрон. |
| 06.11.1974 | н.д.           | Бенгази            | 0/н.д.   | Захвачен угонщиком. Самолёт повреждений не получил. |
| 17.06.1975 | VT-DVJ         | Мумбаи             | 0/93     | В условиях дождя заходил на посадку на высокой скорости. Во время торможения лопнули шины, самолёт занесло и подломилась левая стойка шасси. |
| 28.08.1975 | F-BSGZ         | Хошимин            | 1/20     | Захват самолёта. После того, как пассажиры были отпущены, угонщик взорвал себя гранатой. |
| 12.10.1976 | VT-DWN         | Мумбаи             | 95/95    | Пожар в двигателе. При заходе на посадку давление в гидросистеме упало ниже критического значения, что привело к отказу руля высоты и падению самолёта. |
| 30.09.1977 | н.д.           | Париж              | 1/98     | Захвачен угонщиком. Во время штурма угонщик взорвал гранату; погиб 1 пассажир, угонщик был арестован. Повреждения самолёта неизвестны. |
| 09.12.1977 | F-BYAU         | Уджда              | 0/н.д.   | При рулении получил повреждение шасси. |
| 18.12.1977 | HB-ICK         | Санта-Круш         | 36/57    | Сел на воду из-за дезориентации экипажа. |
| 12.03.1979 | F-BHRL         | Франкфурт-на-Майне | 0/41     | Во время руления врезался в ограждения. |
| 20.07.1979 | HK-1778        | Богота             | 0/57     | Отказ гидравлической системы и разгерметизация. Совершил жёсткую посадку. |
| 19.06.1980 | N905MW         | Атланта            | 0/4      | Попал в спутный след другого самолёта. Совершил жёсткую посадку. |
| 21.12.1980 | HK-1810        | Риоача             | 70/70    | Взрыв на борту. Версия теракта не доказана. |
| 29.04.1983 | HC-BAT         | Гуаякиль           | 8/100    | Сразу после взлёта отказал двигатель №1. Во время возвращения в аэропорт начал терять мощность двигатель №2. Самолёт рухнул в поле и разломился на 3 части. |
| 02.07.1983 | F-BHRS         | Милан              | 0/89     | Прерванный взлёт из-за пожара двигателя. |
| 09.10.1985 | 9Q-CMD         | Мбужи-Майи         | 0/н.д.   | Обстоятельства неизвестны. |
| 18.01.1986 | 9HC-BAE        | Флорес             | 93/93    | При подлёте к аэропорту врезался в гору. Точные причины не были установлены; вероятнее всего, пилоты потеряли ориентацию из-за низкой облачности. |
| 06.08.1986 | 5N-AWK         | Калабар            | 0/н.д.   | Выкатился за пределы взлётной полосы. |
| 27.11.1986 | HK-2850        | Араука             | 0/5      | Прерванный взлёт. |
| 06.01.1987 | SE-DEC         | Стокгольм          | 0/27     | Самолёт не смог оторваться от ВПП. Взлёт был прерван, но стоики шасси были подломлены. Самолёт частично сгорел. |
| 26.04.1989 | HK-3325X       | Барранкилья        | 2+5/5    | Грузовой рейс. Рухнул на дома из-за смещения незакреплённого груза при взлёте. |
| 29.09.1991 | HK-3288X       | Богота             | 0/3      | Во время взлёта подломилась стойка шасси. |
| 06.05.1993 | HK-3835X       | Кайенна            | 0/4      | Жёсткая посадка. |
| 15.03.1994 | HK-3855        | Богота             | 0/6      | Перевозил опасный груз. При взлёте лопнула шина шасси. Самолёт 2 часа кружил, вырабатывая авиатопливо, после чего приземлился и выкатился за пределы ВПП. |
| 04.11.1995 | HK-3962X       | Кабо-Сан-Лукас     | 0/н.д.   | Выполнял нелегальный рейс для перевозки кокаина. Бортовой номер был поддельный. Совершил вынужденную посадку на дно высохшего озера. |
| 14.04.2000 | 9Q-CZZ         | Киншаса            | 0/0      | Уничтожен вместе с другими самолётами в ходе мощного пожара в аэропорту. По одним данным, он был вызван взрывами на складе боеприпасов, по другим — падением военного самолёта. Погибли 109 человек. |
| 31.01.2001 | HK-3932X       | Йопаль             | 3/6      | Получил повреждения после двух попыток приземлиться, после чего рухнул недалеко от аэропорта во время выработки авиатоплива. |
| 28.08.2004 | 3D-KIK         | Гисеньи            | 0/8      | Вынужденная посадка. |